# Choeroichthys cinctus
Choeroichthys cinctus es una especie de pez de la familia Syngnathidae en el orden de los Syngnathiformes.

## Reproducción
Es ovovivíparo y el macho transporta los huevos en una bolsa ventral, la cual se encuentra debajo de la cola.

## Morfología
- Los machos pueden alcanzar los 8 cm de longitud total.

## Hábitat
Es un pez  de mar y de clima tropical que vive entre 9-38 m de profundidad.

## Distribución geográfica
Se encuentra desde Indonesia hasta Samoa.